# Таджикистанско-турецкие отношения
Таджикистанско-турецкие отношения — двусторонние дипломатические отношения между Таджикистаном и Турцией, установлены в январе 1992 года. Между странами подписано более 30 договоров.
Таджикистан имеет посольство в Анкаре, а Турция в Душанбе.

## Современные отношения
Турция признала независимость Таджикистана 16 декабря 1991 года и установила дипломатические отношения 29 января 1992 года. Посольство Турции в Душанбе было открыто 4 августа 1992 года, а посольство Таджикистана в Анкаре было открыто 16 октября 1995 года. 
Отношения двух стран развиваются также, как и отношения Турции с другими странами Средней Азии. Во время гражданской войны это было единственная открытая в стране дипломатическая миссия. Также в этот период Таджикистан посетил турецкий премьер-министр Сулейман Демирель.
Президент Таджикистана Эмомали Рахмонов совершил 19–22 января 2006 г. официальный визит в Турцию.

## Визит президента
29 мая 2009 года Таджикистан посетил президент Турции Абдуллах Гюль. В ходе этого визита он встретился с президентом Таджикистана и сделали совместное заявление, осуждающее терроризм, экстремизм, контрабанду оружия и наркотиков. Гюль также заявил, что Таджикистан имея протяженную границу с Афганистаном играет важную роль в сохранении спокойствия в регионе и во всем мире.

## Группа 24
В марте 2015 года в Стамбуле был убит основатель таджикского движения Группа 24 Умарали Кувватов. Позже в Турции были пойманы еще двое участников этого движения, однако по решению суда они не были экстрадированы так как могли быть подвержены пыткам на родине.